# Puls Biznesu
Puls Biznesu  ist eine werktäglich erscheinende Wirtschaftszeitung in Polen. Die Zeitung wird von der Bonnier Business Polska Sp.z o.o. herausgegeben, einer Tochtergesellschaft der schwedischen Bonnier-Gruppe. Die erste Ausgabe wurde am 14. Januar 1997 verlegt. Chefredakteur ist Tomasz Siemieniec. Die durchschnittliche verkaufte Auflage betrug Anfang 2013 etwa 12.000 Exemplare (beinhaltet die e-Ausgabe).
Äußerlich unterscheidet sich Puls Biznesu von seinen Wettbewerbern Rzeczpospolita  und Dziennik Gazeta Prawna durch das verwendete Tabloidformat sowie die auffallendere Gestaltung mit großen Überschriften und Fotos. Das moderne Layout der Zeitung wurde mehrfach ausgezeichnet. Artikel sind zumeist kürzer gehalten als bei den Wettbewerbstiteln. Inhaltlich werden neben volkswirtschaftlicher und unternehmensbezogener Berichterstattung an bestimmten Tagen Schwerpunkte gesetzt: Immobilien (Dienstags), Technologie (Mittwoch), Logistik (Donnerstag) sowie Arbeitsmarkt (Freitags). Zum Angebot gehören eine Wochenendbeilage („Weekend“), ein Webauftritt, ein Internetportal für Börsenanleger sowie ein Veranstalter für Konferenzen und Schulungen. Ein jährlich von der Redaktion verliehener Preis für polnische Unternehmen ist die „Gazele Biznesu“.
Zur Bonnier Business Polska gehören zwei weitere Unternehmen: in der Medicine Today Poland Sp. z o.o. wird die Medizin-Fachzeitschrift „Puls Medycyny“ verlegt. Die Informedia Polska Sp. z o.o. organisiert Veranstaltungen.